# جسیکا واتسون
جسیکا واتسون (انگلیسی: Jessica Watson؛ زادهٔ ۱۸ مهٔ ۱۹۹۳) یک سیاح، نویسنده، وبلاگ‌نویس، و ورزشکار اهل استرالیا است.